# Francisco de Carvajal
Francisco de Carvajal (1464 — 10 de abril de 1548) foi um oficial militar, conquistador e explorador espanhol, também conhecido como o demônio dos Andes, devido à sua brutalidade e habilidade militar nas guerras civis peruanas do século XVI.
A carreira de Carvajal como soldado na Europa durou quarenta anos e uma meia dúzia de guerras. Lutando no Exército imperial espanhol, os famosos terços, ele serviu sob as ordens dos principais comandantes de Carlos V nas Guerras Italianas: Pedro Navarro, Fabrizio Colonna, e o ilustre Gran Capitán, Gonzalo Fernández de Córdova. Participou da vitória espanhola na batalha de Pavia em 1525 e adquiriu uma pequena fortuna quando os exércitos imperiais saquearam Roma dois anos depois.
Na década de 1540, o octogenário Carvajal viajou para as Antilhas Espanholas e de lá aceitou uma comissão militar com os irmãos Pizarro, no Peru, eventualmente, apoiou uma rebelião mal sucedida de Gonzalo Pizarro contra a coroa espanhola. Carvajal foi capturado no campo de batalha pelas forças monarquistas em 9 de abril de 1548 e executado no dia seguinte, aos 84 anos de idade.

## Biografia
Francisco López Gascón nasceu em Rágama, Salamanca. Carvajal foi admitido na Universidade de Salamanca e voltou para casa em desgraça depois de uma série de escândalos públicos. Deserdado, Carvajal se alistou na infantaria castelhana com destino a Itália para lutar em guerras travadas por Carlos V. Esteve presente como Alferes quando o exército Imperial invadiu Roma, em 1527. No entanto, em vez de lutar por ouro e outros objetos de valor, Carvajal apreendeu documentos pertencentes a um notário romano e ganhou uma pequena fortuna pelo resgate.
Posteriormente Carvajal usou esse dinheiro para uma viagem ao México como assessor do vice-rei espanhol, Antonio de Mendoza. Em 1535, ele foi enviado ao Peru para ajudar a recém-fundada Lima, então sitiada pelo exército Inca. Carvajal levou reforços ao governador Francisco Pizarro e, em seguida, desempenhou um papel fundamental na restauração da autoridade de Pizarro sobre a facção rival liderada pelo conquistador Diego de Almagro, o Moço. Ele continuou a liderar a sua cavalaria em batalha, apesar de sua idade e obesidade, tornando-se uma espécie de lenda local. Durante a batalha de Chupas, vendo a infantaria imperial espanhola cedendo a uma saraivada de fogo de canhão e os mosquetes de Almagro, Carvajal disse que ele andava na linha de frente e, jogando o capacete e a couraça no chão,  exclamou,
| “ | Que vergonha, espanhóis; vão ceder agora? Somos duas vezes mais alvos para o inimigo do que qualquer um de vocês. | ” |

Inspirado por seu comandante corpulento, os homens de Carvajal avançaram sobre as armas do inimigo e levaram as tropas diante de Almagro.

### Campanha de 1546
Como militar, Carvajal era de grau mais elevado entre os soldados do Novo Mundo. Era rigoroso, severo, na imposição da disciplina, de modo que ele era pouco amado por seus seguidores [...] ; mas nas táticas de guerrilha, era incomparável. Pronto, ativo e perseverante, era insensível ao perigo ou fadiga.[...] Conhecia bem cada passagem da montanha e, tal era a sagacidade e os recursos utilizados em suas expedições itinerantes, que se acreditava que ele recebia assistência de um familiar— Prescott, p. 1217
Quando a autoridade real desafiou Pizarro em 1546, Carvajal, incapaz de sair do país por causa do embargo naval, assumiu o comando no campo como um tenente de Pizarro, ou Maestro de Campo do exército de Nova Castela. Na campanha de 1546, Carvajal reprimiu violentamente as forças monarquistas no sul da colônia, marchando continuamente de Quito a San Miguel, entre Lima e Guamanga e de volta para Lima, entre Lucanas e Cusco, entre Collao e Arequipa e de Arequipa até Charcas.

## Execução
Carvajal foi condenado à morte pelos monarquistas após ser ferido e capturado na batalha de Jaquijahuana. O historiador americano William Hickling Prescott coletou uma série de detalhes sobre a execução, alegando que Carvajal não ficou chocado com a sentença, observando simplesmente, basta matar": "Eles podem apenas me matar." Ele se recusou a confissão oferecida pelos sacerdotes e não aceitou seus últimos ritos, perguntando:
| “ | Mas qual seria a utilidade disso? Eu não tenho nada que pese na minha consciência, a não ser, de fato, uma dívida de meio real, a um lojista de Sevilha, que eu esqueci de pagar antes de sair do país. | ” |

Segundo Prescott, Carvajal concordou em receber os convidados em seus últimos dias, mas continuou a tratar os seus interlocutores com o seu sarcasmo usual. Quando um velho inimigo, uma vez derrotado na batalha por Carvajal, chegou a oferecer os seus serviços para o rebelde condenado, Carvajal o repreendeu severamente:
| “ | E o que você pode fazer por mim? Você pode me libertar? Se você não pode fazer isso, você não pode fazer nada. Se eu poupei sua vida, como você diz, foi provavelmente porque eu não achava que valeria a pena tirá-la. | ” |

A única queixa de Carvajal surgiu quando seus algozes chegaram para levá-lo para o local da execução. Depois de ter sido amarrado e trancado em uma cesta apertada, Carvajal exclamou, "¡Niño en cuna y viejo en cuna!"—"Berços para crianças e agora berços para os velhos também"! A cabeça decapitada de Carvajal foi exibida em um pique para Pizarro, nos arredores de Lima.
Carvajal permaneceu uma figura folclórica no Peru. Uma lenda fez dele o filho ilegítimo do tirano espanhol-italiano, César Bórgia; Ricardo Palma escreveu em Tradiciones peruanas que Carvajal era 10 anos mais velho que Bórgia, e sua única linhagem, acrescentou, foi "a da crueldade."